# Штравберк
Штравберк (словен. Štravberk) — поселення в общині Ново Место, регіон Південно-Східна Словенія, Словенія.